# Lene Hau
Lene Vestergaard Hau (Vejle, 13 novembre 1959) è una fisica danese.
Nel 1999 guidò un gruppo di ricerca dell'Università di Harvard che riuscì a rallentare la velocità della luce fino a circa 61 km/h (17 m/s). Nel 2001 riuscì anche a fermare un raggio. Riuscì in questo con l'utilizzo del superfluido.

## L'esperimento
Per riuscire a fermare completamente la luce, Lene Hau e la sua équipe dell'Università di Harvard hanno inviato un raggio luminoso verso un Condensato di Bose-Einstein di sodio raffreddato a tal punto da raggiungere i pochi milionesimi di grado sopra lo zero assoluto. In queste condizioni il corpo si comporta come un unico atomo. Una volta assorbito il raggio di luce, il corpo lo ha rilasciato totalmente in seguito ad un secondo impulso laser, comportandosi di fatto come una sorta di "memoria ottica".
Il rallentamento della luce, in realtà, è un fenomeno quotidiano: il passaggio attraverso l'acqua o una superficie trasparente vetrosa, ad esempio, provocano un rallentamento della velocità della luce secondo un parametro detto indice di rifrazione. In natura il record spetta al diamante, in grado di rallentare la luce fino a un fattore di 2.4. Tutto questo, però, non toglie nulla all'eccezionalità della scoperta: considerata l'enormità della velocità della luce nel vuoto, è impossibile pensare di poter raggiungere risultati che si avvicinano a quelli raggiunti da Lene Hau con sostanze naturali.

## Possibili applicazioni
Questa scoperta potrebbe essere rivoluzionaria nel campo della comunicazione, aprendo la possibilità di creare computer sempre più veloci con capacità di immagazzinamento dati sempre maggiori. Si pensa che tali computer, che utilizzerebbero fotoni anziché elettroni (corrente elettrica), riusciranno ad imitare il funzionamento della mente umana perché, oltre a vero/falso (legati all'acceso/spento del circuito elettrico) potranno trasportare anche altri tipi di informazioni, ad esempio il forse. In virtù del fatto che, come disse la dottoressa Hau, "La luce può trasportare una grandissima quantità di informazioni sotto forma di frequenza, intensità e altre proprietà", un computer in grado di sfruttarla non sarebbe più legato ad una logica rigida. Tuttavia è difficile pensare di poter utilizzare le tecnologie utilizzate dalla Hau all'interno di un PC, visto che sarebbe necessario portare la temperatura quasi allo zero assoluto.
Inoltre si pensa che con queste conoscenze si potrebbe arrivare a comprendere più a fondo fenomeni come i buchi neri.